# 銀城 (聖誕島)

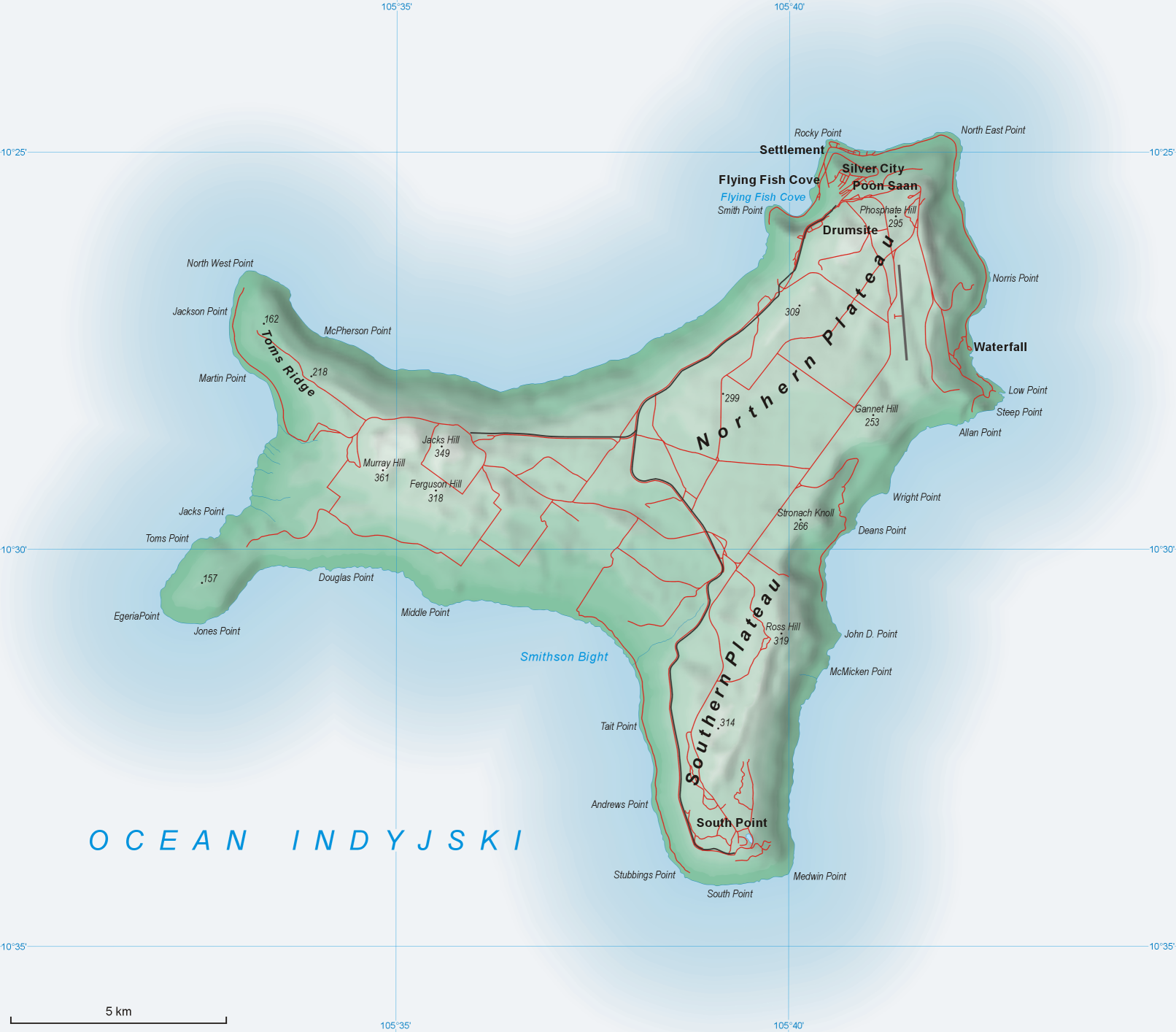
銀城在聖誕島的位置

銀城（英語：Silver City）是澳大利亞海外領地聖誕島的一個小型定居點，位於首府飛魚灣東部，其居民由華人、歐洲民族以及少數馬來人組成。銀城在1970年代建立，當地房屋曾經使用鋁和其他金屬建造以抵禦氣旋吹襲，另外也有幾座採用當代澳大利亞風格建造的大型房屋。